# Windows Phone 8.1
A Windows Phone 8.1 a Microsoft Windows Phone termékcsaládjának tagja. A 2014-es Build Conference-en bemutatott rendszer 2014. április 14-étől érhető el a fejlesztők, augusztus 4-étől pedig a végfelhasználók számára. A Windows Phone 8-at futtató készülékek frissíthetők a 8.1-es verzióra; ennek elérhetősége szolgáltatófüggő.
Windows Phone 8.1 rendszerű készülékeket a Microsoft Mobile (korábban Nokia), a HTC, a Samsung és az Alcatel is adott ki, de a Sony is jelezte ilyen szándékát. A 2014-es Build konferencián a Microsoft két új gyártópartnert (Micromax és Prestigio) jelentett be.
Támogatása 2017. július 11-én szűnt meg.

## Története
Az első feltételezések szerint a Windows Phone Blue nevet viselő rendszert a Microsoft 2013 végén adta volna ki, de végül 2014 elején jelent meg. A rendszerhez három funkcióbővítő frissítést fejlesztettek.
A rendszer végső neve a fejlesztői készlet kiadásakor szivárgott ki, de hivatalosan csak 2014. áprilisában, a Windows 8.1-gyel egy időben jelentették be. A „Preview for Developers” programba regisztrált felhasználók április 14-étől férhetnek hozzá a szoftverhez.

### Preview for Developers
A Windows Phone 8 Update 3 2013. októberi megjelenésével elindult „Preview for Developers” program keretében a fejlesztők és érdeklődők a kiadott frissítésekhez azonnal hozzáférhetnek, így nem kell a szolgáltatójuk általi kiadásra várniuk. A legtöbb esetben ez nem jár a garancia elvesztésével, a készülékre pedig továbbra is telepíthetők a szolgáltató által kiadott javítások.

## Funkciók
Az alábbi funkciók többségét a 2014. február 10-én kiadott fejlesztői verzióban mutatták be.

### Cortana
A Cortana a Google Nowhoz és a Sirihez hasonló virtuális asszisztens; nevét a Halo videójáték-sorozat mesterséges intelligenciájáról kapta. Képes felismerni az emberi beszédet, értesítőket beállítani, valamint a Binggel keresni. A „Notebook” funkció a használati adatok alapján képes automatikus beállításokat végrehajtani (például a „ne zavarjanak”) funkció ideje, de az összegyűjtött adatok törölhetők. A Bing SmartSearch szolgáltatást az asszisztensbe integrálták.
A funkció az Amerikai Egyesült Államokban 2014 első felében, Ausztráliában, az Egyesült Államokban, Indiában, Kanadában és Kínában pedig 2014 augusztusában jelent meg. A Microsoft tervei között havi kettő frissítés szerepelt, amelyek érintették a kezelőfelületet és a válaszokat is.

### Webböngésző
Az alapértelmezett böngésző az Internet Explorer 11 mobilos verziója, amely több, az asztali verzióban megtalálható funkciót (például privát mód és WebGL) is tartalmaz. A HTML5-videólejátszó képes a feliratok kezelésére, emellett az egyszerre nyitva tartható lapfülek száma korlátlan.
Ha a felhasználó számítógépen és mobilon is bejelentkezik Microsoft-fiókjába, a mentett jelszavak szinkronizálódnak.

### Programok és alkalmazásbolt

#### Keretrendszer
A Windows Phone 8.1-alkalmazások a Windows 8.1-nél is használt modellel készíthetők el; már nem a .xap formátumot, hanem egységesen a .appx-et használják. Az alkalmazásbolt már képes a programok automatikus frissítésére.
A programok alkalmassá tehetők az asztali és mobilos Windowson való futtatásra is. A Windows Phone 7-re és 8-ra készült alkalmazások a 8.1-en is futni fognak, azonban ez visszafelé nem igaz.

#### Alkalmazásbolt
Az áttervezett Windows Phone Store az elődöktől ellentétben sokkal több információt jelenít meg; a korábban külön lapon látható gyűjtemények a bolt kezdőlapján jelennek meg. A játékok többé nincsenek élesen elválasztva a többi programtól (a legnépszerűbb alkalmasoknál továbbra is külön szerepelnek). Az értékelések a Windows 8.1-hez hasonlóan függőleges sávként jelennek meg. A valaha telepített programok listája megtalálható a fiókhoz kapcsolódó könyvtárban.
Az operációs rendszer támogatása 2017-ben szűnt meg, az alkalmazásboltot két évvel később állították le.

#### Új és átalakított programok
- Battery Saver: Az alkalmazások energiahasználatát figyeli; a háttérben futó folyamatok leállításának lehetősége a beállítások közül ide került át. Az energiagazdálkodási profil egy bizonyos töltöttségi szint alatt megakadályozza a beállított programok futását.[28]
- Storage Sense: Lehetővé teszi fájlok átvitelét a belső tárhely és az SD-kártya között.[29]
- Wi-Fi Sense: Automatikusan csatlakozik a megbízható hálózatokhoz, valamint lehetővé teszi, hogy azokhoz mások is csatlakozhassanak a felhasználónév és jelszó ismerete nélkül.[30]
- Naptár: Heti nézettel és időjárás-előrejelzéssel bővült.[31]
- Bing Maps: Támogatja a madártávlati és háromdimenziós nézetet, megmutatja a közeli Wi-Fi-hotspotokat, valamint iránytűvel látták el. A közeli létesítményeket megmutató, az USA-ban letiltott Local Scout funkciót a térképalkalmazásba helyezték át.[32]

#### Hívás és Skype
A telefon alkalmazásba épített gyorstárcsázó funkció az egy számhoz kapcsolódó hívásokat csoportosítja; erre koppintva látszanak az egyes beszélgetések adatai. A program felkínálja az ismeretlen számok rögzítését a kapcsolatok közé, az ott már szereplőkről pedig további információkat jelenít meg.
A telefonhívások Skype-videóhívásként is lebonyolíthatóak, melyek a Cortana asszisztensből is kezdeményezhetőek.

#### Multimédia
A korábbi verzióktól eltérően az Xbox Music és Xbox Video külön szolgáltatásként érhető el. Utóbbi támogatja a közvetítéseket, emellett a PlayTo szolgáltatással DLNA-eszközökhöz lehet csatlakozni. 2014 augusztusában a médiaszolgáltatások A2DP- és AVRCP-támogatást kaptak.
A kameraprogramot a Windows 8.1-ben találhatóhoz hasonlóra alakították át, emellett a nagy felbontású képek a OneDrive-ra menthetők.

### Többfeladatosság
A programkezelőben az alkalmazások az azokat jelző csempe elhúzásával zárhatók be, a vissza gomb megnyomásával pedig futásuk felfüggeszthető.

### Élő csempék
A korábban csak az 1080p (illetve egyes 720p) felbontású telefonokon elérhető harmadik csempeoszlop minden készüléken elérhető. Az Update 1-től a csempék egymásra húzásával lehetséges mappába rendezni azokat.

### Közösségi funkciók
A közösségimédia-alkalmazás képességei csökkentek: például korábban egy Facebook-bejegyzésre koppintva egyből reagálni lehetett rá, az új felület már csak a Facebook alkalmazást nyitja meg. A hírfolyamokat az operációs rendszer értesítési központjába integrálták.
Az üzenetküldő alkalmazás már csak SMS-et kezel, amelyeket kijelölve lehetséges a csoportos továbbítás vagy törlés.

### Zárképernyő
A rendszerépítők és alkalmazásfejlesztők testre szabhatják a zárképernyőn megjelenő elemek betűtípusát és elhelyezkedését.

### Értesítések
Az „Action Center” nevű értesítési központból elérhetőek a gyakori beállítások, bekapcsolható a vezetési mód, valamint láthatóak a legújabb üzenetek is. Az alkalmazások pozíciófüggő értesítéseket jeleníthetnek meg.

### Billentyűzet
Az Androidos készülékekhez hasonlóan a Windows Phone 8.1-en is lehetőség van az ujjat a képernyőn tartva, csúsztatással gépelni.
Gaurav Sharma seattle-i diák Lumia 520-as készülékével megdöntötte a mobilos billentyűzeten történő gyorsírás Guiness-rekordját (ezt egy hónap elteltével újra megdöntötték, azonban az új rekordnál szövegelőjelző algoritmust alkalmaztak).

### Fájlrendszer
Mivel az operációs rendszer teljes hozzáférést biztosít a belső fájlrendszerhez, az alkalmazásboltban számos fájlkezelő program jelent meg; a Microsoft sajátját 2014. május 20-án adta ki. A telefont USB-kábellel a számítógéphez csatlakoztatva több lehetőség közül lehet választani.
A BSkyB-vel szembeni jogvita lezárásaként a SkyDrive-ot OneDrive-ra nevezték át.

### Vállalati fejlesztések
A Windows Phone 8.1 támogatja a virtuális magánhálózatokat és a Bluetooth 4.0 LE-t. Az Update 1-től kezdve WiFihez kapcsolódva támogatott a VPN-en keresztüli fájlküldés, valamint a Bluetooth-magánhálózatok 1.0-s szabványa.
Az Apps Corner lehetővé teszi a használható alkalmazások körének korlátozását, valamint beállítható, hogy a telefon indításakor mely program induljon el automatikusan.

## Hardver
| CPU          | Snapdragon S4/Snapdragon 200, 400 vagy 800 |
| Memória      | 512 MB RAM WVGA felbontáshoz, 1 GB a 720p-hez |
| Tárhely      | 4 GB flashmemória |
| Navigáció    | GPS, AGPS (a GLONASS opcionális) |
| Csatlakozók  | Micro-USB 2.0 és 3,5 mm-es fejhallgató-csatlakozó három gombos irányítók támogatásával                                                                         |
| Kamera       | Autófókuszt támogató hátlapi kamera (a LED vagy Xeon vaku opcionális); opcionálisan előlapi kamera, mindkettő legalább VGA felbontással; hardveres kamera gomb |
| Érzékelők    | Gyorsulás- és közelségérzékelő, valamint vibrációs motor (opcionálisan környezetifény-érzékelő, magnetométer és giroszkóp)                                     |
| Kommunikáció | Bluetooth, valamint 802.11b/g WiFi (opcionálisan 802.11n) |
| Grafika      | Hardveres Direct3D-támogatás |
| Kijelző      | Legalább négyujjas érintést támogató |

A vissza, Windows és keresés gombokat a gyártók érintőgombokkal helyettesíthetik, amelyek húzással elrejthetőek.

## Fogadtatása
Tom Warren, a The Verge szerzője szerint a Windows Phone 8.1 alkalmazáskínálata jelentősen korlátozott a versenytársakéhoz képest, de a hozzáadott funkciókat és a támogatott eszközök széles körét pozitívumként értékelte.

## Fordítás
- Ez a szócikk részben vagy egészben  a   Windows Phone 8.1 című angol Wikipédia-szócikk ezen változatának fordításán alapul.  Az eredeti cikk szerkesztőit annak laptörténete sorolja fel. Ez a jelzés csupán a megfogalmazás eredetét és a szerzői jogokat jelzi, nem szolgál a cikkben szereplő információk forrásmegjelöléseként.